# Lizin 6-dehidrogenaza
Lizin 6-dehidrogenaza (EC 1.4.1.18, L-lizin epsilon-dehidrogenaza, L-lizin 6-dehidrogenaza, LysDH) je enzim sa sistematskim imenom L-lizin:NAD+ 6-oksidoreduktaza (deaminacija). Ovaj enzim katalizuje sledeću hemijsku reakciju
-lizin + + {\displaystyle \rightleftharpoons } ()-2,3,4,5-tetrahidropiridin-2-karboksilat + NADH + H+ + 3 (sveukupna reakcija)
(1a) -lizin + + +2O {\displaystyle \rightleftharpoons } ()-2-amino-6-oksoheksanoat + NADH + H+ + 3
(1b) ()-2-amino-6-oksoheksanoat {\displaystyle \rightleftharpoons } ()-2,3,4,5-tetrahidropiridin-2-karboksilat +2O (spontana reakcija)
Ovaj enzim je visoko specifična za L-lizin kao supstrat. On takođe može da koristi S-(2-aminoetil)-L-cistein, mada sporije.

## Literatura
- Nicholas C. Price; Lewis Stevens (1999). Fundamentals of Enzymology: The Cell and Molecular Biology of Catalytic Proteins (Third изд.). USA: Oxford University Press. ISBN 019850229X.
- Eric J. Toone (2006). Advances in Enzymology and Related Areas of Molecular Biology, Protein Evolution (Volume 75 изд.). Wiley-Interscience. ISBN 0471205036.
- Branden C; Tooze J. Introduction to Protein Structure. New York, NY: Garland Publishing. ISBN 0-8153-2305-0.
- Irwin H. Segel. Enzyme Kinetics: Behavior and Analysis of Rapid Equilibrium and Steady-State Enzyme Systems (Book 44 изд.). Wiley Classics Library. ISBN 0471303097.

## Spoljašnje veze
- Lysine+6-dehydrogenase на 